# Хан-Илат
Хан-Ила́т (hn’lt, ивр. הנאלת‎) — доисламская богиня, почитаемая северными арабами.
Хан-Илат является аналогом угаритско-финикийской богини Асирату-Илату в североарабском доисламском пантеоне, упоминается в кедаритских, лихьянских и сафских надписях. Позднее она стала именоваться как аль-Лат. Артикль хан, вероятно, является диалектным вариантом арабского определённого артикля аль, а Илат — название божества.